# Artemisia Gentileschi

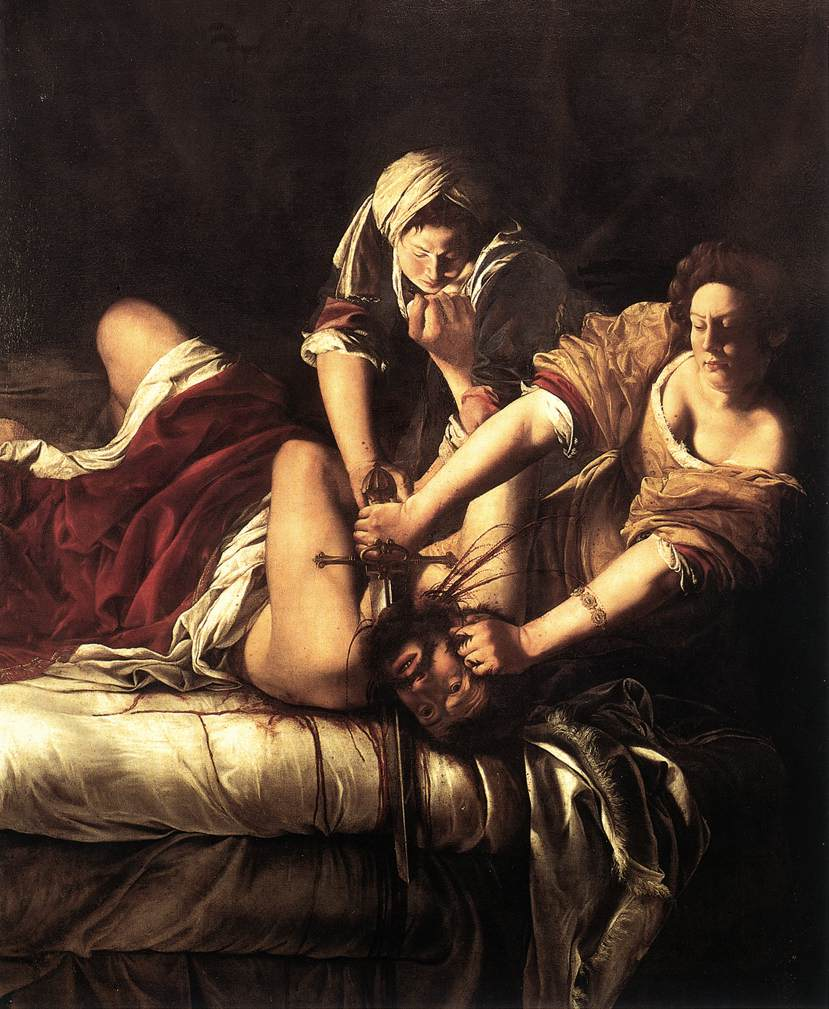
Judyta zabijająca Holofernesa

Artemisia Gentileschi, właśc. Artémisia Lomi Gentileschi (ur. 8 lipca 1593 w Rzymie, zm. w Neapolu po 31 stycznia 1654) – włoska malarka reprezentująca wczesny barok.

## Życiorys
Córka malarza fresków Orazia Gentileschiego, wywodzącego się ze szkoły Caravaggia. Była jedną z pierwszych kobiet, które podejmowały w swoim malarstwie tematykę religijną i historyczną, uznawaną za niedostępną dla kobiet. Malowała w pracowni ojca, wykazując znacznie większy talent niż jej bracia. Jednym z jej pierwszych obrazów był Zuzanna i starcy. Namalowała go mając 17 lat, około 1610.
Pobierała lekcje malarstwa u Agostino Tassiego, który współpracował z jej ojcem. Została przez niego kilkukrotnie zgwałcona. Gdy jego obietnice ślubu okazały się kłamstwem, został zaskarżony przez jej ojca do sądu. Przedmiotem oskarżenia była defloracja córki. Podczas procesu była poddana torturom, co miało w wyobrażeniu sądu uwiarygodnić jej zeznania. Tassi, który zamierzał, jak dowiedziono podczas procesu, zabić swoją żonę i ukraść część obrazów ojca Artemisii, został ostatecznie skazany na grzywnę i osiem miesięcy więzienia. To przeżycie wywarło wpływ na malarstwo Gentileschi, np. Judytę zabijającą Holofernesa namalowała niedługo po tym wydarzeniu.
Po procesie wyszła za mąż za Pierantonio Stiattesiego i wyjechała do Florencji. Urodziła tam piątkę dzieci (czworo zmarło), jednocześnie dużo malowała (między innymi dla Medyceuszy). Jako pierwsza kobieta została przyjęta do florenckiej Accademia del Disegno. W roku 1620 z powodu długów wyjechała do Rzymu, rozstając się z mężem. Była uznaną artystką i utrzymywała się ze sztuki wszędzie tam, gdzie mieszkała, a były to: Florencja, Wenecja, Rzym, Londyn i Neapol.
W 1638 Gentileschi dołączyła do ojca, który został zatrudniony jako malarz na dworze króla Karola I w Anglii. W kolekcji władcy znalazł się jej Autoportret jako alegoria malarstwa. Ostatnie lata życia spędziła w Neapolu.

## Dzieła artystki
- Zuzanna i starcy – ok. 1610
- Autoportret jako alegoria malarstwa – 1630, olej na płótnie 96,5 × 73,7 cm, Royal Collection, Windsor
- Judyta zabijająca Holofernesa – 1612–1613, olej na płótnie 199 × 162 cm, Museo di Capodimonte, Neapol
- Judyta odcinająca głowę Holofernesowi – olej na płótnie, Detroit Institute of Arts, Detroit
- Judyta odcinająca głowę Holofernesowi – 1612–1621, olej na płótnie 199 × 162 cm, Galeria Uffizi, Florencja
- Judyta ze służącą – ok. 1618–1619, olej na płótnie 117 × 93 cm, Pałac Pitti, Florencja

## Biografie
- Lapierre Alexandra, Artemizja, Rebis, w tłumaczeniu Stanisława Kroszczyńskiego, ISBN 83-7301-241-9.

## Filmy
- Artemisia (1997) – reż. Agnes Merlet, w roli głównej wystąpiła Valentina Cervi.